# Антігона (дружина Пірра)
Антігона (грец. Ἀντιγόνη; нар. до 317 до н. е. — пом. 295 до н. е.) — греко-македонська дворянка. Через другий шлюб матері вона була членом династії Птолемеїв, а через шлюб з Пірром була королевою Епіру.

## Родина
Антігона була дочкою Береніки І, знатної жінки з провінції Ердея та її першого чоловіка Пилипа. У неї був старший брат, який звали Магас, і молодша сестра Теоксена Сіракузька.
Батько Антігони, Пилип, був сином Амінтаса, а щодо його матері відомостей немає. Плутарх пише, що її батько раніше був одружений і мав дітей, включаючи дочок. Він служив військовим офіцером на службі у македонського царя Олександра Великого і командував одним з підрозділів фаланги у війнах Александра Великого.

## Переїзд в Єгипет
Близько 318 р. до н. е. батько Антігони помер від природних причин. Після смерті Пилипа мати Антігони Береніка І відвезла її та її братів до Єгипту, де вони були частиною оточення двоюрідної сестри її матері Еврідіки Єгипетської. Еврідіка була тоді дружиною Птолемея I Сотера, першого правителя і засновника династії Птолемеїв.
До 317 р. до н. е. Птолемей I закохався в Береніку І і розлучився з Евридікою, щоб одружитися з нею. Після шлюбу матері з Птолемеєм I Антігона жила у дворі вітчима. Її мати народила Птолемеєві І трьох дітей: дві дочки, Арсіною II, Філотера та майбутній фараон Птолемей II Філадельф.
У 300 р. до н. е. або 299 р. до н. е. Пірр Епірський був посланий як заручник Єгипту Діметрієм І Македонським як частина короткочасного зближення між Діметрієм І та Птолемеєм I. У 299 р. до н. е. / 298 р. до н. е. Птолемей I домовився про те, щоб Пірр одружився з Антігоною.
Пірр отримав флот кораблів і фінансування від Птолемея I і вирушив разом з Антігоною до свого царства в Епірі. Маючи значну військову силу Пірр уклав угоду зі своїм родичем Епіром Неоптолемом II, який узурпував царство, спільно управляти Епіром.
Антігона народила Пірру двох дітей: дочку звали Олімпією II Епірською та сина — Птолемей. Антігона, можливо, померла під час пологів, оскільки, померла в той же рік, коли народився її син.
На честь своєї першої дружини, після її смерті Пірр заснував колонію Антігонія, яку назвав її іменем.